# Ordine del giorno
L'ordine del giorno (abbreviato con O.d.G.) è un documento inerente ai lavori di un organo collegiale, ovvero ad una delle sue deliberazioni di tipo impegnativo (soprattutto quando il collegio sia un'assemblea elettiva).

## Come strumento di convocazione dell'organo collegiale
L'ordine del giorno indica quali saranno gli argomenti discussi e in che sequenza verranno affrontati. Solitamente è usanza che l'ultimo punto di un ordine del giorno consti nella dicitura: «Varie ed eventuali», ad indicare temi che in sede di preparazione dell'assemblea e convocazione alla stessa (momento in cui l'ordine del giorno viene stilato), non potevano essere previsti o problemi che emergano nel corso delle discussioni dei punti precedenti.

## Come atto impegnativo
Nel diritto pubblico italiano l'ordine del giorno costituisce uno degli strumenti forgiati dal diritto parlamentare, riguardanti la funzione di indirizzo e controllo nei confronti del Governo.
Questo atto scritto, proposto da ciascun parlamentare, vuole esprimere una direttiva politica al Governo: esso difatti può impegnare il Governo ad interpretare una legge in un certo qual modo o ad adottare delle leggi tramite alcuni provvedimenti di attuazione; inoltre può sottolineare alcuni aspetti specifici della materia in esame verso i quali indirizzare l'azione governativa. Il Governo esprime il proprio parere sugli ordini del giorno, accogliendoli, non accogliendoli o accogliendoli solo come raccomandazione. L'ordine del giorno approvato dall'Assemblea o dalla Commissione parlamentare competente (ovvero accettato dal Governo) vincola l'Esecutivo a darvi seguito.
È da ricordare che, nel caso in cui il Governo non voglia sottostare ad un ordine del giorno, la cui proposta diverga in modo particolarmente rilevante dal programma di governo, può ricorrere allo strumento della questione di fiducia per proporne la reiezione. Impropriamente la locuzione "Ordine del giorno" è utilizzata anche per gli atti di indirizzo, non vincolanti e non deliberativi, che un organo collegiale adotta con votazione.